# ريكاردو ألميدا
ريكاردو ألميدا (بالبرتغالية: Ricardo Almeida؛ بالإنجليزية: Ricardo Almeida) هو فنان قتال مختلط أمريكي وبرازيلي، ولد في 29 نوفمبر 1976 في نيويورك في الولايات المتحدة.

## وصلات خارجية
- الموقع الرسمي
- ريكاردو ألميدا على موقع يو إف سي (الإنجليزية)
- ريكاردو ألميدا على موقع شيردوغ (الإنجليزية)
- ريكاردو ألميدا على موقع Tapology.com (الإنجليزية)
- ريكاردو ألميدا على موقع IMDb (الإنجليزية)
- ريكاردو ألميدا على موقع قاعدة بيانات الفيلم (الإنجليزية)